# Bucy-lès-Cerny
Bucy-lès-Cerny är en kommun i departementet Aisne i regionen Hauts-de-France i norra Frankrike. Kommunen ligger  i kantonen Laon-Nord som ligger i arrondissementet Laon. År 2022 hade Bucy-lès-Cerny 188 invånare.

## Befolkningsutveckling
Antalet invånare i kommunen Bucy-lès-Cerny
Referens: INSEE